# Gmina Strathfield
Gmina Strathfield (Municipality of Strathfield) – jeden z 38 samorządów lokalnych wchodzących w skład aglomeracji Sydney, największego zespołu miejskiego Australii. Leży na zachód od ścisłego centrum Sydney i zajmuje powierzchnię 14,1 km². Liczy 31 983 mieszkańców (2006).
Lokalną władzę ustawodawczą stanowi rada gminy składająca się z siedmiu członków, wybieranych z zastosowaniem ordynacji proporcjonalnej w jednym okręgu wyborczym, obejmującym całą gminę. Radni wyłaniają spośród siebie burmistrza i jego zastępcę, którzy kierują egzekutywą.

## Geograficzny podział gminy Strathfield
- Belfield[2]
- Chullora[3]
- Croydon
- Flemington
- Homebush
- Homebush West
- Strathfield[4]
- Strathfield South

## Galeria

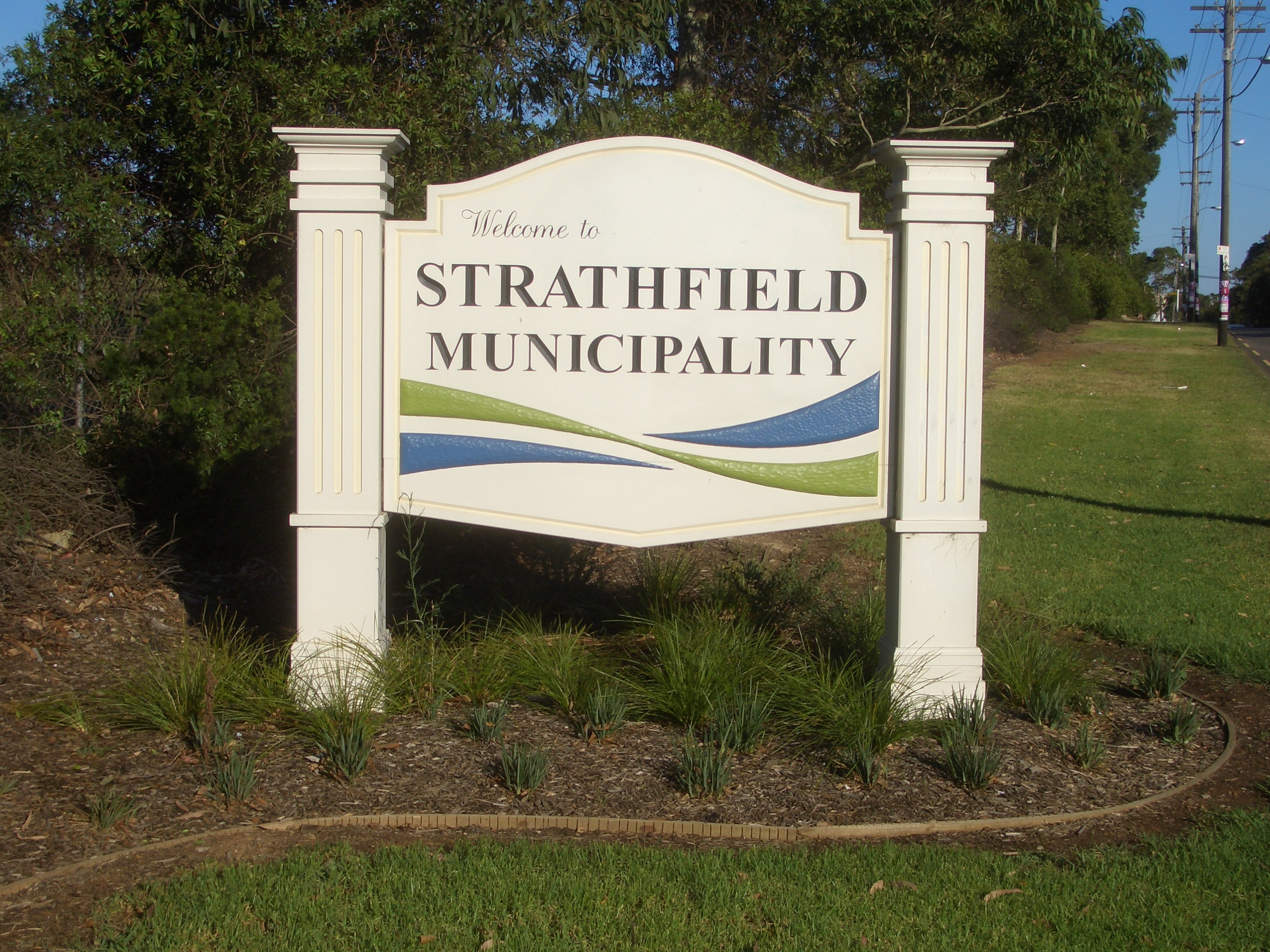
Tablica przy wjeździe do gminy
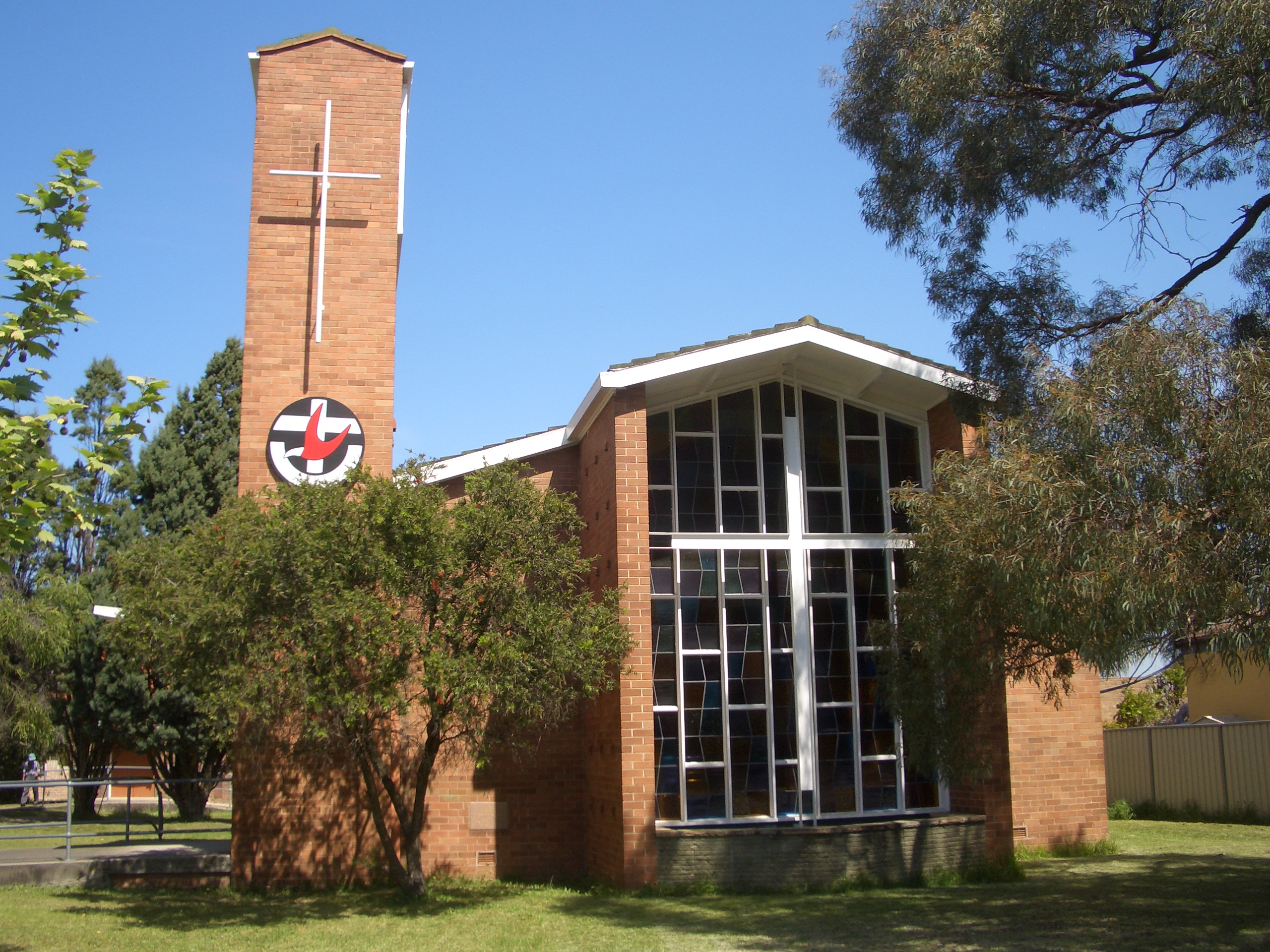
Świątynia Kościoła Jednoczącego
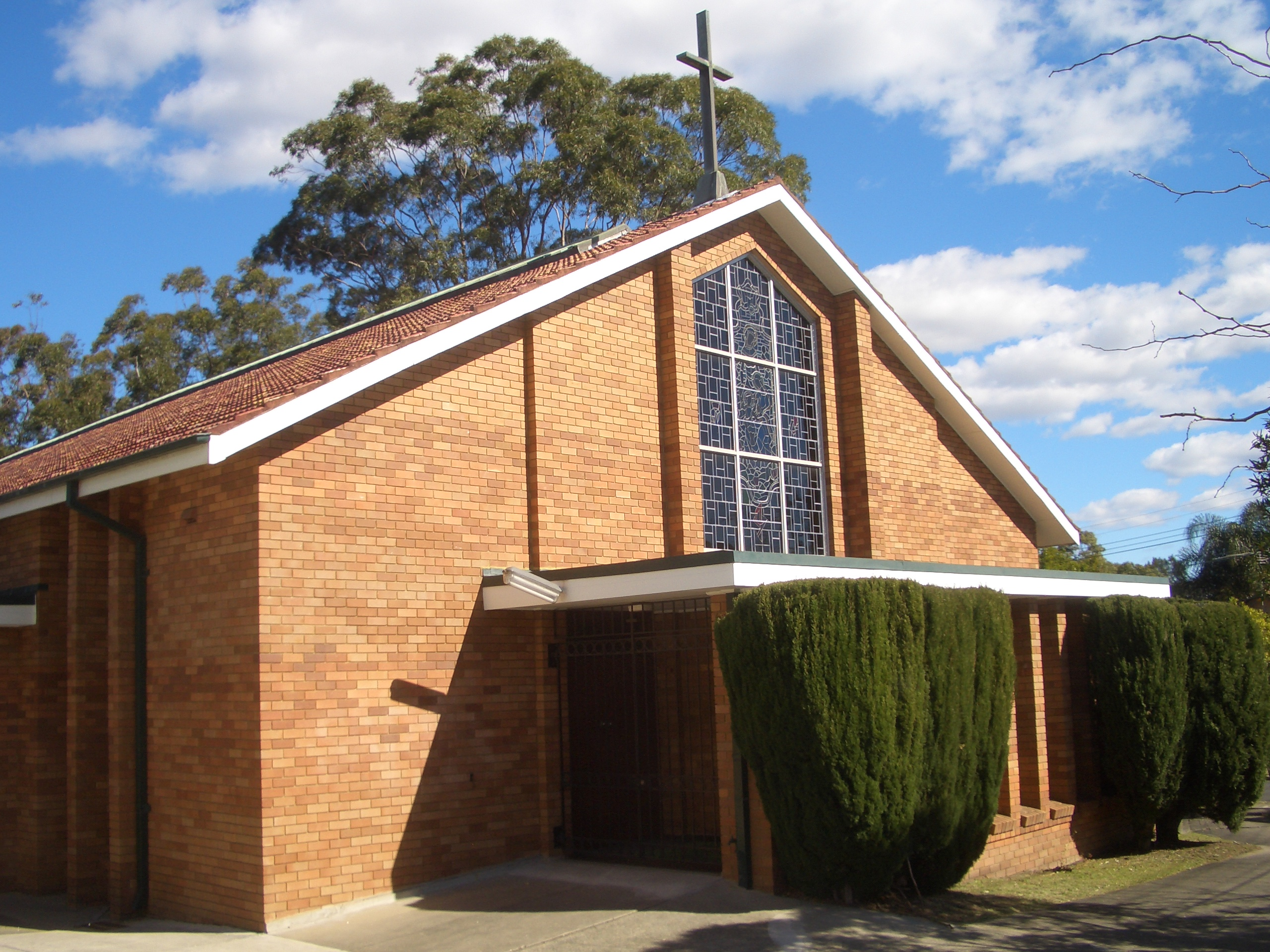
Katolicki kościół św. Anny